# Linia kolejowa Lwów – Mościska II
Linia kolejowa Lwów – Mościska II – zelektryfikowana, dwutorowa magistralna linia kolejowa w zachodniej Ukrainie, część pan-europejskiego szlaku E 30. Na odcinku od granicy państwa do stacji Mościska I została zbudowana jako normalnotorowa, natomiast jako linia szerokotorowa pomiędzy Lwowem a Żurawicą. Obsługiwana przez ukraińskie koleje państwowe, oddział Kolej Lwowska.
Prace przy budowie linii łączącej Lwów z Przemyślem rozpoczęły się w 1859 roku, a szlak został oddany do użytku 4 listopada 1861 roku przez kolej galicyjską im. Karola Ludwika. Prawie 98-kilometrowy odcinek linii zakończono budowanym od października 1859 roku dworcem we Lwowie, skąd poprowadzono linie w inne części Galicji.
W 1892 roku nastąpiła nacjonalizacja przedsiębiorstwa kolejowego, od tego czasu linia jest własnością państwa. W 1918 roku linia przeszła na własność Polskich Kolei Państwowych.
W związku z okupacją wschodniej Polski przez ZSRR zaraz po rozpoczęciu II wojny światowej w 1939 roku, trasa weszła w posiadanie sowieckich kolei, które natychmiast zaczęły przekuwać odcinki na szeroki rozstaw torów (1520 mm). Po inwazji Niemiec na ZSRR w 1941 roku rozpoczęto odwrotny proces. Linia Lwów-Przemyśl-Jarosław-Tarnów-Kraków otrzymała numer 532. Po zakończeniu wojny została ponownie przejęta przez sowiecką kolej, co skutkowało ponownym przystosowaniem do rosyjskiego rozstawu szyn. W 1991 roku po rozpadzie ZSRR została przejęta przez Ukraińską Kolej.
Od lat 2010. podejmowano projekt doprowadzenia linii normalnotorowej do Lwowa. Linia o rozstawie europejskim ma zostać wydłużona od stacji Mościska II do stacji Lwów Skniłów na zachodnich przedmieściach Lwowa, gdzie planowane jest wybudowanie nowego dworca nastawionego na obsługę ruchu z Polski oraz terminalu logistycznego. W 2019 roku prezes Kolei Ukraińskich zapowiedział na następny rok realizację tej inwestycji w formie splotu torowego czterech szyn. W 2023 roku poinformowano o zakończeniu projektowania splotu oraz zapowiedziano realizację prac budowlanych na 2024 rok, a także ukończenie budowy dworca w Skniłowie do 2026 roku. 24 listopada 2023 roku podpisano porozumienie o współfinansowaniu inwestycji pomiędzy Kolejami Ukraińskimi a Agencją Stanów Zjednoczonych na rzecz Międzynarodowego Rozwoju (USAID).